# 庫拉灣
庫拉灣（Kula Gulf）是索羅門群島西部省的海灣水域。庫拉灣以西為科倫班加拉島（Kolombangara），西南方為阿倫德爾島（Arundel Island），南與東為新喬治亞島。北方向新喬治亞海峽開放，往西南經Blackett海峽連接維拉灣（Vella Gulf）與所羅門海。
太平洋戰争進行中的1943年7月，大日本帝國海軍與美國海軍於此地進行库拉湾海战。